# Alfred Lack
Alfred Lack (* 7. Juli 1924 in Bern; † 12. November 2023 ebenda) war ein Schweizer Eishockeyspieler.

## Karriere
Lack, der auf der Position des Verteidigers agierte, stand von 1942 bis 1960 für den SC Bern auf dem Eis. Mit dem Stadtberner Verein gewann der Defensivakteur 1959 unter Cheftrainer Ernst Wenger die Schweizer Meisterschaft. Lack selbst hatte entscheidend dazu beigetragen, dass Wenger eine Tätigkeit im Eishockeysport begonnen hatte.
Alfred Lack bekleidete in den 50er-Jahren lange Jahre das Amt des SCB-Captains. Der Offensivverteidiger und elegante Schlittschuhläufer spielte in seinen jungen Jahren auch für die Schweizer Nationalmannschaft, für die er rund 25 Spiele absolvierte. Nach einem Disput mit seinem ehemaligen Vorbild Richard Torriani verzichtete Lack für immer auf die Berufung in die Nationalmannschaft.
1968 wurde Alfred Lack aufgrund seiner ausserordentlichen Verdienste und seiner Klubtreue zum Ehrenmitglied des SC Bern ernannt. Er starb am 12. November 2023 im Alter von 99 Jahren.